# Angela Melillo
Angela Melillo (Rim, 20. lipnja 1967.) talijanska je kazališna i filmska glumica.

## Filmografija

### Kino
- Impotenti esistenziali, Regie: Giuseppe Cirillo (2009)
- Al posto tuo, Regie: Max Croci (2016)

### Televizija
- La casa delle beffe 2000 – Miniserie – Canale 5
- La palestra 2003 – Film – Canale 5 – Rolle: Valentina
- Il maresciallo Rocca 5 2005 – Serie, 2 Folgen – Rai 1 – Rolle: Elena Neccini
- Sottocasa 2006 – Serie – Rai 1 – Rolle: Tiziana Palme
- Don Matteo 2006 – Serie, 1 Folge – Rai 1 – Rolle: Marina
- La figlia di Elisa – Ritorno a Rivombrosa 2007 – Miniserie, 8 Folgen – Canale 5 – Rolle: Prinzessin Luisa di Carignano